# Iglesia de San Francisco (Alcañiz)
La iglesia de San Francisco es una iglesia de Alcañiz.

## Historia
Diseñada por el arquitecto de la Orden fray Anastasio Aznar, después de la de Santa María la Mayor, por lo que está muy influenciado por esta, el 31 de enero de 1738 obtuvo la licencia para su construcción. 
La guerra de la Independencia le afectó bastante y exigió reparaciones. Fue usada por los carlistas para refugiarse en ella la noche del 4 de mayo de 1838. Desde el final de la guerra civil y los siguientes años fue usada como prisión.

## Descripción
De estilo barroco, su planta es de salón, con tres naves de igual altura separadas por pilares cruciformes sobre el que se dispone el fragmento de un gran entablamento que soporta, a su vez, un pequeño pilar.